# Chiesa di San Martino (Porzano)
La chiesa di San Martino è la parrocchiale di Porzano, frazione di Leno, in provincia e diocesi di Brescia; fa parte della zona pastorale della Bassa Centrale Est.
Costruita nella seconda metà del Settecento in sostituzione di un precedente edificio quattrocentesco, è stata poi variamente restaurata e abbellita fra l'Ottocento e il Novecento. Contiene la Madonna col Bambino in gloria con i santi Martino e Caterina del Moretto all'altare maggiore e un affresco della fine del Quattrocento sull'altare della Madonna, più altre opere pittoriche e scultoree d'arte locale.

## Storia
Notizie sull'esistenza della chiesa si hanno in epoca medievale, ad esempio in una mappa del Quattrocento. L'intitolazione a san Martino è segno della vicinanza alla Badia leonense, benedettina. A questo edificio dovrebbero appartenere due formelle in laterizio che facevano parte del fregio del cornicione esterno, costituito da archetti trilobati impostati su figurine umane. Ancora appartenente alla chiesa quattrocentesca è un affresco raffigurante la Madonna con il Bambino, conservato su un altare laterale. Questa struttura viene restaurata nel primo Cinquecento, soprattutto per merito dei feudatari subentrati al monastero.
Nel 1756 viene dato il via alla costruzione della nuova chiesa. Il progetto, attribuito da Sandro Guerrini a Antonio Marchetti, venne approvato dalla Curia vescovile il 30 aprile di quell'anno. Il cantiere dura un decennio e la nuova chiesa viene consacrata il 24 novembre 1765 dall'arciprete di Bagnolo Mella don Benedetto Perugini. Nel 1898 la chiesa viene restaurata negli interni su progetto di Luigi Tombola, che sistema gli altari laterali, mentre la bottega dei Poisa esegue la cornice dell'altare maggiore e altri apparati decorativi. Nel 1904 sono posizionate le stazioni della Via Crucis e altre statue sono messe in opera negli anni successivi. Altri interventi saranno eseguiti nei decenni successivi, in particolare nel 1988 quando la facciata e le strutture murarie vengono ampiamente restaurate.

## Opere

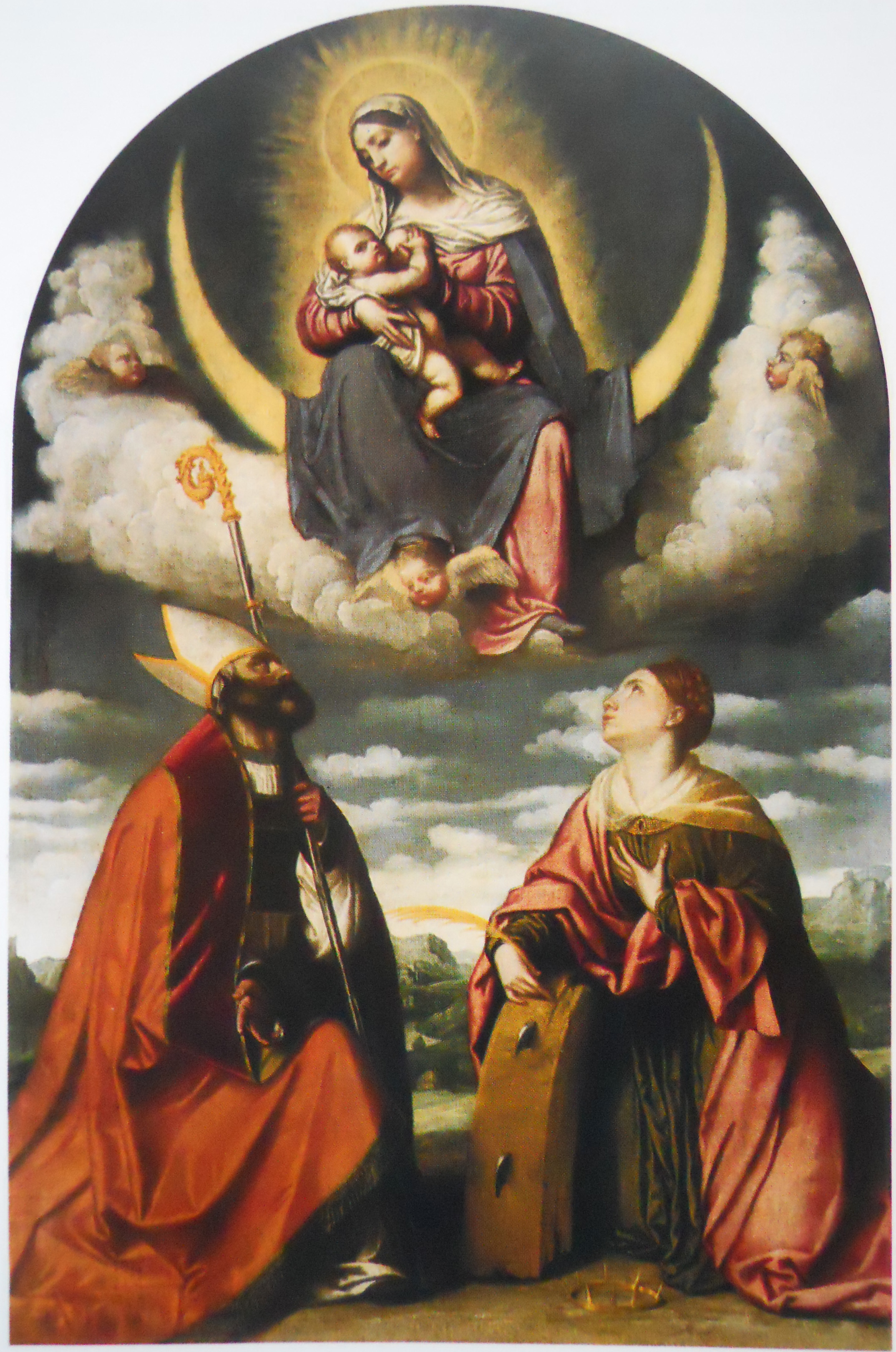
La pala del Moretto

Il primo altare a destra è dedicato a san Giuseppe ed è decorato da una statua di gesso raffigurante il santo. Segue la cappella del Redentore e poi dell'Addolorata, adorna di una pala raffigurante la Deposizione, commissionata intorno al 1580 dalla Scuola del Santissimo Sacramento ad un pittore di scuola bresciana.
L'altare maggiore è stato realizzato nel 1766 da Carlo Cristini in marmi bianchi e colorati, mentre il tabernacolo venne eseguito nel 1800. Domina l'abside, la Madonna col Bambino in gloria con i santi Martino e Caterina del Moretto, pregevole opere della prima maturità dell'artista, risalente al 1530 circa.
Lungo la navata destra si trovano invece l'altare dedicato alla Madonna della Stalla, raffigurata nell'antico affresco prima citato. Pregevole è il paliotto, ricco di marmi e di motivi ornamentali, avente al centro una medaglia con la Madonna del Rosario tra i santi Domenico e Caterina da Siena. Segue la cappella di san Carlo Borromeo, meno ricca della precedente ma comunque elegante, che accoglie una pala di Carlo Baciocchi del 1672, raffigurante il santo inginocchiato in adorazione del Bambino Gesù presentatogli da sant'Antonio di Padova. La tela, fra l'altro, proviene dalla soppressa chiesa dei Santi Giacomo e Filippo di Brescia. L'organo risale al 1987, montato in sostituzione di uno precedente ottocentesco.